# Rebuilttoner

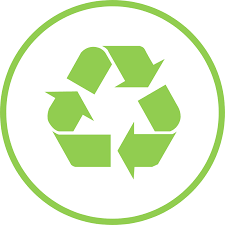

Ein Rebuilttoner ist eine Tonerkartusche, die wiederaufgearbeitet wurde.
Rebuilttoner werden auch als wiederaufbereitet, remanufactured oder rebuilt bezeichnet. Im Gegensatz zur einfachen Befüllung mit Refill-Toner werden bei einem Rebuilttoner in der Regel Verschleißteile der Kartuschen durch Neuteile ausgetauscht. Solche Verschleißteile sind z. B. die Magnetwalze, die Belichtungstrommel oder kleinere mechanische Teile. Es liegt im Ermessen der Rebuilthersteller, ob und welche Verschleißteile ausgetauscht werden. Die entsprechenden Verfahren bestimmen, zusammen mit dem zur Wiederbefüllung verwendeten kompatiblen Toner, maßgeblich die Qualität der Produkte. Typisch für Rebuilttoner ist das Fehlen des ursprünglich vorhandenen Markennamens auf der Kartusche. Dieser wird mit Hitze punktförmig weggeschmolzen oder sonst wie unleserlich gemacht. 

## Gründe
Ein Grund für die Wiederaufarbeitung von Laserkartuschen ist, dass viele Hersteller von Kartuschen ihre Produkte durch Patente geschützt haben, so dass ein Nachbau der Originalkartuschen ohne Patentverletzung nicht möglich ist. Die Originalhersteller von Kartuschen für Laserdrucker sind in der Regel identisch mit den Druckerherstellern. Diese richten ihre Preispolitik oft auf einen möglichst geringen Einstandspreis der Geräte aus, während die maßgeblichen Gewinne über den Verkauf der Verbrauchsmaterialien eingefahren werden. 
Mit Rebuilttonern gelingt ein Kompromiss zwischen Ressourcenschonung und Qualität. So bieten einige Originalhersteller neben den neu produzierten Tonerkartuschen auch Rebuilttoner an.
Allerdings können auch Originalkartuschen unter Umständen Recyclingkomponenten enthalten. Die Reichweite von Rebuilttonern ist mitunter deutlich höher als beim Original, da die Druckerhersteller oftmals nicht die Kapazität der Tonertanks ausreizen.

## Kompatibilität
Rebuilttoner werden meist von Drittherstellern gefertigt und können, abhängig von Hersteller und Modell, von den Originalspezifikationen abweichen. Dies kann zu unterschiedlichen Folgeproblemen im Druckwerk (defekte Trommel/Heizwalzen, erhöhter Verschmutzungsgrad) oder auch im Druckergebnis (Veränderung der Druckqualität) führen. Technische Defekte und Folgeschäden, die auf die Verwendung von Rebuilttoner zurückgeführt werden können, werden von den Druckerherstellern in der Regel nicht als Garantiefall anerkannt. Die Rebuilthersteller verhalten sich in solchen Fällen unterschiedlich. Teilweise wird nur der Verkaufswert des Rebuilttoners vergütet und weitere Ansprüche bezüglich eventueller Folgeschäden im Drucker nach Möglichkeit abgewiegelt. Seriöse Rebuilthersteller hingegen übernehmen auch problemlos die Haftung für Folgeschäden im Gerät, die nachweislich durch deren Produkt verursacht wurden.

## Handel mit leeren Tonern
Wegen Leergutknappheit ist die Verfügbarkeit von Rebuilttonern bei neueren Laserdruckern oft sehr schwierig. Infolgedessen liegen die Preise teils nur knapp unter denen des Originals. Bei älteren Laserdruckern gibt es ausreichend Leergut und eine geringere Nachfrage, so dass in diesem Segment mit einer höheren Ersparnis im Vergleich zum Original gerechnet werden kann. 
Sowohl die Hersteller der Rebuilttoner als auch verschiedene Vertriebsgesellschaften sind inzwischen darauf spezialisiert, leere Patronen einzukaufen. Die Höhe der Vergütung für eine leere Patrone wird für gewöhnlich über eine Einkaufspreisliste festgelegt, die regelmäßig einer Aktualisierung unterzogen wird. Andere Anbieter vergüten keine Rückläufer, stellen aber z. B. einem Unternehmen kostenlos eine Leergutbox zur Verfügung, in der alle möglichen Druckerabfälle entsorgt werden dürfen, in der Hoffnung, dass der Kunde auch Kartuschen entsorgt, die wieder aufbereitet werden können. Defekte oder bereits aufbereitete Kartuschen werden von den Rebuiltherstellern im Rahmen einer Eingangskontrolle für gewöhnlich ausgemustert.
Einige Tonerhersteller versuchen mit sogenannten Rückgabe-Tonern (Prebate-Tonern) die Käufer zu zwingen, die leeren Kartuschen zurückzuschicken, damit diese nicht bei anderen Firmen als Rebuilttoner wieder auftauchen und somit dem Originaltoner Konkurrenz machen. Eine Kontrolle der Rückgabepflicht ist allerdings praktisch nicht möglich. Die Frage nach der rechtlichen Haltbarkeit einer derartigen Verpflichtung wirft überdies zumindest grundsätzliche Probleme auf.